# Fanfare pour un sacre païen
Fanfare pour un sacre païen (Frans voor Fanfare voor een heidense inwijding) is een compositie van Albert Roussel. Roussel schreef deze fanfare op verzoek van Leigh Henry. Die startte eind 1921 het blad Fanfare, A musical causerie, dat overigens maar enkele edities kreeg. Bij het eerste nummer in december was het werk van Roussel meegeprint, bij latere nummers volgden nog werken van andere componisten, bijvoorbeeld Arthur Bliss en Erik Satie.
Het originele stuk past op een A-vier en is geschreven voor vier trompetten en een paukenist. Later werkte de componist er verder aan en de laatste versie uit 1929 is voor een haast totaal ander ensemble:
- 4 hoorns
- 4 trompetten
- 4 trombones
- 3 slagwerkers

Albert Wolff gaf leiding aan de eerste uitvoering van dit werk in maatslagtempo 96 op 25 april 1929 met het Concerts Lamoureux .